# Moos (Berg)
Die Moos ist ein Bergmassiv zwischen Renchtal und Kinzigtal im Westen des Schwarzwalds. Die höchsten Erhebungen sind der 876,9 m ü. NHN hohe Siedigkopf und der 871,3 m ü. NHN hohe Mooskopf, eigentlich Geißschleifkopf. Nahegelegene Orte sind Gengenbach an der Kinzig im Südwesten, Durbach im Nordwesten, Oberkirch und Oppenau an der Rench im Norden und Nordosten und Nordrach im Süden.

## Geographie
In der naturräumlichen Gliederung des Schwarzwaldes wird die Moos dem Übergang zwischen Mittlerem Schwarzwald und Nördlichem Talschwarzwald zugerechnet.
Am Gipfel des Mooskopfs laufen die vier Gemarkungen Reichenbach (Gengenbach), Durbach, Ödsbach (Oberkirch) und Nordrach zusammen. Der Siedigkopf, und damit der höchste Gipfel der Moos, liegt auf der Gemarkung von Reichenbach an der Grenze zu Nordrach.
Der Moos entspringen die fast südwärts ziehende Nordrach und der in südwestlicher Richtung durch das ehemalige freie Reichstal Harmersbach laufende Harmersbach.

## Nutzung
Auf dem Mooskopf steht der 1890 errichtete Moosturm, ein Aussichtsturm, der vom Schwarzwaldverein unterhalten wird.
Am Geißschleifsattel zwischen Moos- und Siedigkopf treffen sich die Wanderwege Kandelhöhenweg, Querweg Gengenbach–Schapbach–Alpirsbach und Renchtalsteig. Auf der Kornebene (640 m.ü.NN) unterhalten die Naturfreunde Gengenbach e.V eine bewirtschaftete Hütte (Naturfreundehaus Kornebene) mit Übernachtungsmöglichkeiten. Auf dem Gemeindegebiet von Nordrach liegt auf 589 m.ü.NN das Gasthaus Moosbach.
Der Orkan Lothar richtete am 26. Dezember 1999 auf dem Moos- und Siedigkopf schwere Schäden an. Zuvor waren die Gipfel dicht mit hochstehenden Fichten und Tannen bewaldet, so dass vom Aussichtsturm kaum eine Fernsicht über die Baumspitzen möglich war. Nachdem der Sturm den Baumbestand komplett zerstört hat, wächst anstelle der vormaligen Monokultur ein wesentlich bunterer und artenreicherer Wald heran. Auf dem Siedigkopf befindet sich das Lothardenkmal des Gengenbacher Künstlers Norbert Feger, das an den Orkan erinnern soll.

## Die Moos in der Literatur
Aufgrund der ehemals dichten und dunklen Bewaldung ist die Moos Schauplatz zahlreicher Sagen und Sagenfiguren. Immer wiederkehrende Hauptfigur ist hierbei der Moospfaff, ein ehemaliger Mönch des Klosters Allerheiligen, der auf dem Weg zu einer Letzten Ölung die Hostie verloren haben soll und nun umgehe und Menschen irreführe, bis er die Hostie wiedergefunden habe. Bei der Narrenzunft Höllteufel Reichenbach wurde er in den 90er-Jahren eine Einzelfigur der Narrenzunft.
Die Romanfigur Simplicius Simplicissimus von Hans Jakob Christoffel von Grimmelshausen, an den ein Denkmal erinnert, lebt im Roman Der abenteuerliche Simplicissimus während des Dreißigjährigen Krieges mehrere Jahre auf der Moos:

„Ich wohnete auf einem hohen Gebirg, die Moos genannt, so ein Stück vom Schwarzwald und überall mit einem finstern Tannenwald überwachsen ist; von demselben hatte ich ein schönes Aussehen gegen Aufgang in das Oppenauer Tal und dessen Nebenzinken; gegen Mittag in das Kinziger Tal und die Grafschaft Geroldseck, allwo dasselbe hohe Schloß zwischen seinen benachbarten Bergen das Ansehen hat wie der König in einem aufgesetzten Kegelspiel; gegen Niedergang konnte ich das Ober- und Unterelsaß übersehen, und gegen Mitternacht der Niedern Markgrafschaft Baden zu den Rheinstrom hinunter, in welcher Gegend die Stadt Straßburg mit ihrem hohen Münsterturm gleichsam wie das Herz mitten mit einem Leib beschlossen hervorpranget“

## Bilder

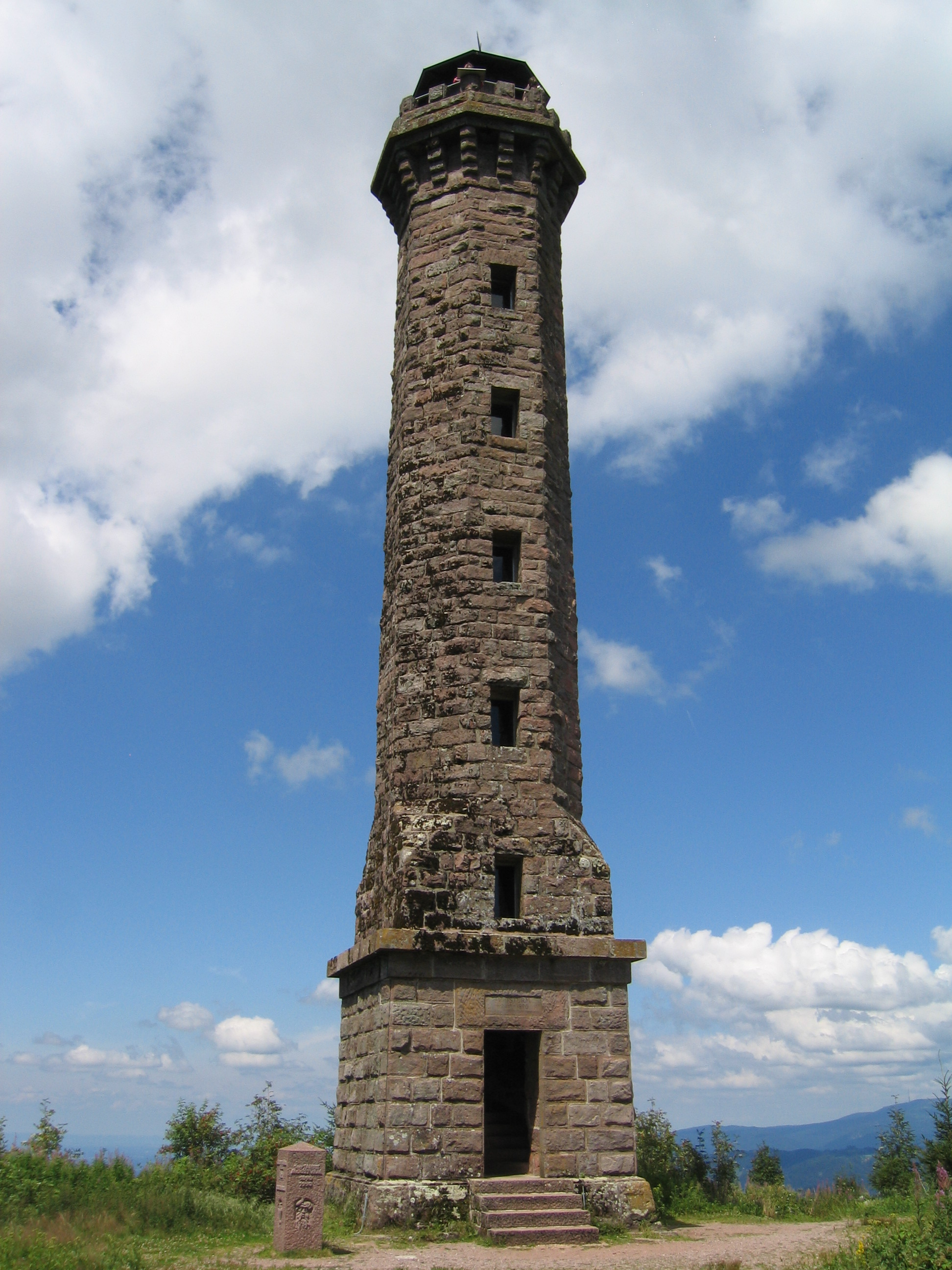
Moosturm
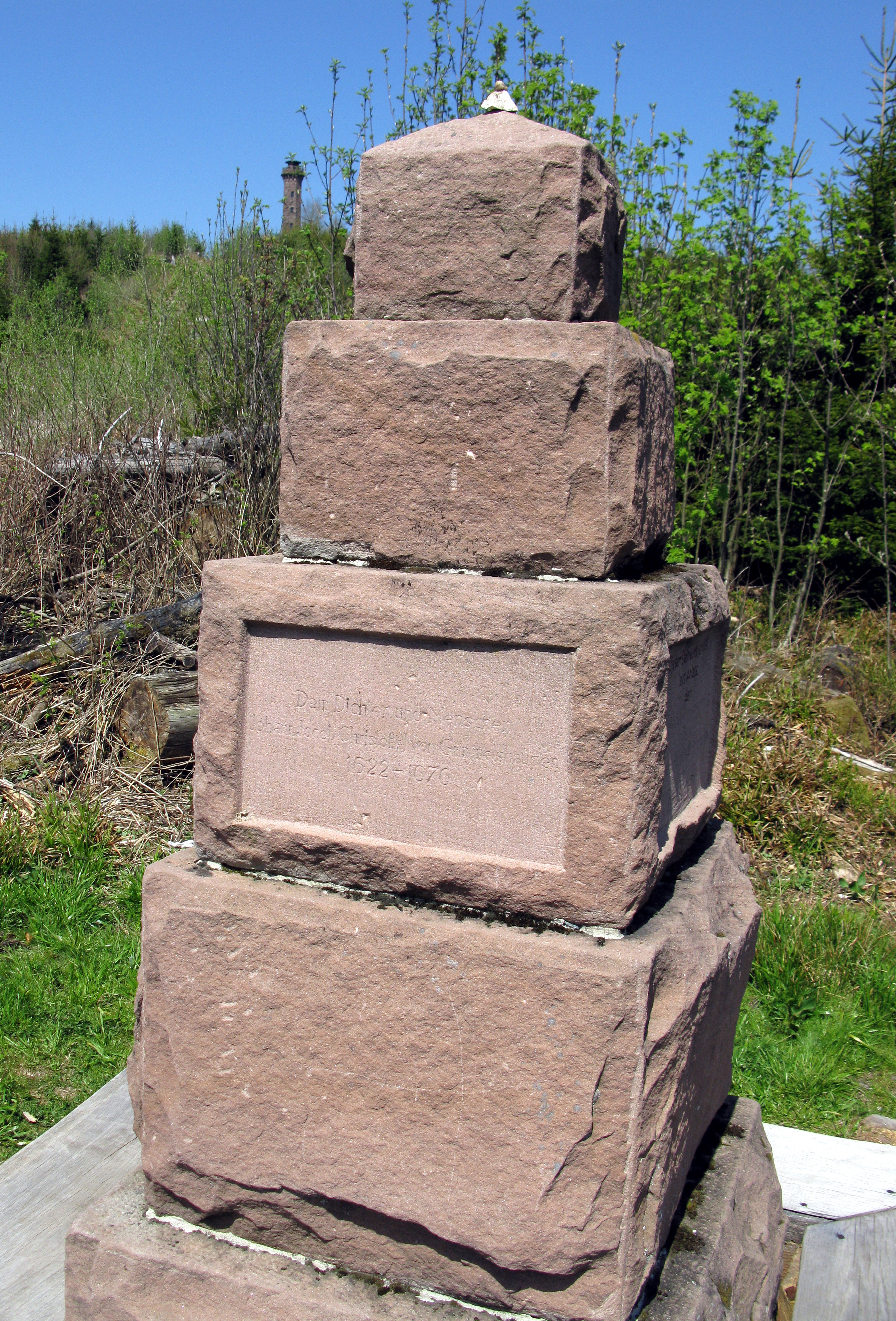
Grimmelshausen-Denkmal
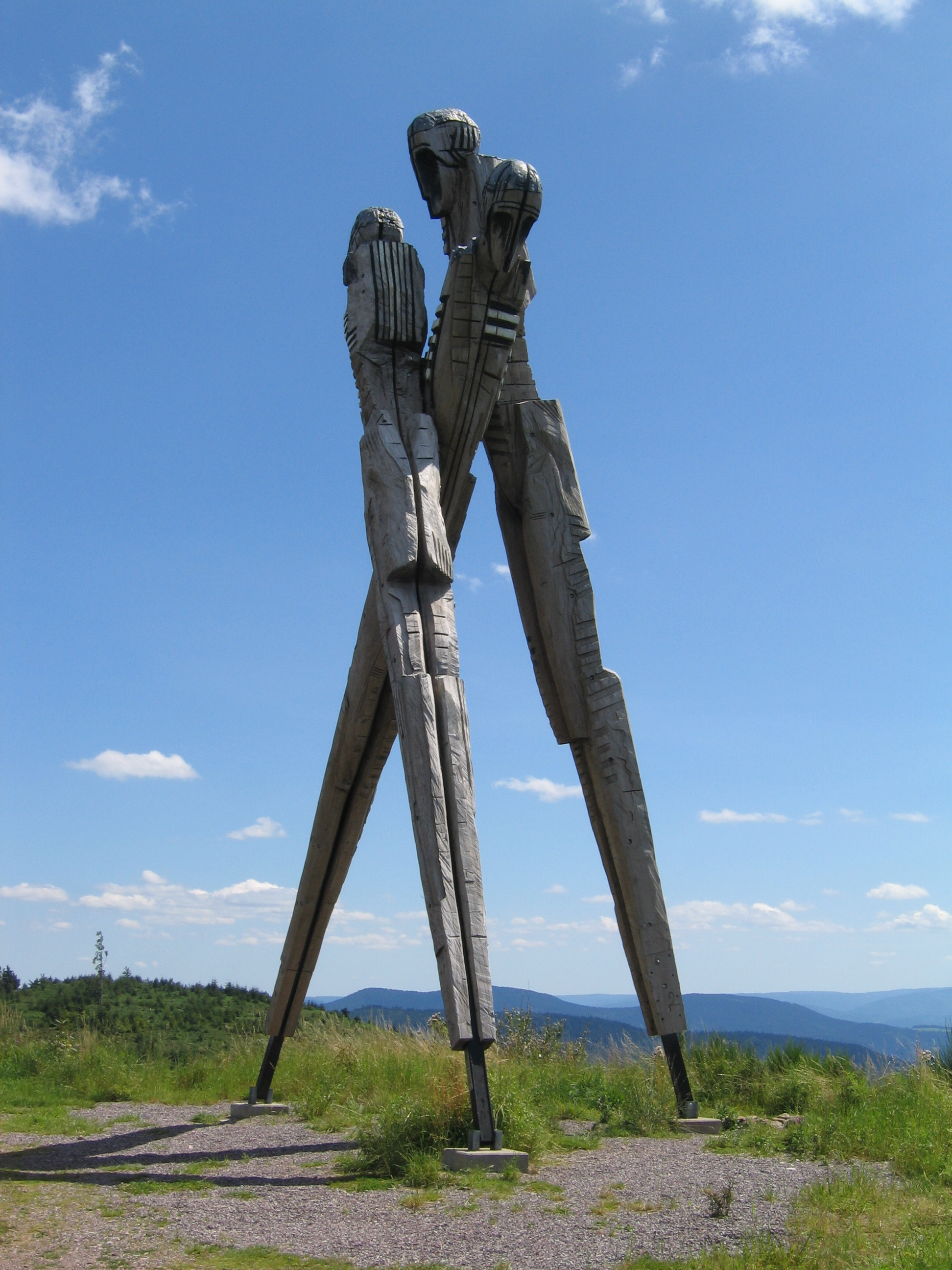
Lothardenkmal